# Neretva Vallis
La Neretva Vallis è una struttura geologica della superficie di Marte.